# Incendie de Pedrógão Grande
L'incendie de Pedrógão Grande est un feu de forêt survenu à partir du 17 juin 2017 à Pedrógão Grande au Portugal. D'origine accidentelle, l'incendie s'est très rapidement propagé dans un contexte météorologique extrêmement propice (fortes températures, faible degré hygrométrique et sécheresse cumulée, vents soutenus) aboutissant à la mort de plus de soixante personnes (et de très nombreux blessés) qui se sont trouvées piégées en tentant de fuir le danger.

## Contexte
Le jour de l'incendie, le Portugal subit une importante canicule. La température dépasse 40 °C dans plusieurs régions du pays. Les mois précédents, la température était restée douce voire chaude sur la péninsule ibérique avec des précipitations très faibles durant l'hiver et le printemps 2017. Cet incendie est l'une des premières catastrophes environnementales de la série de l'été 2017.
La municipalité de Pedrógão Grande a perdu la moitié de sa population en une cinquantaine d'années. D'après le maire de la ville : « Tous les jeunes partent à Lisbonne chercher du travail, se désole le maire. Cet exode rural entraîne l’abandon des champs et des forêts, qui, non entretenus, facilitent la propagation des feux. »
Conséquence de l'austérité et du faible niveau d'investissement public, le démantèlement des services forestiers, la privatisation des moyens aériens de lutte contre les incendies et l'amputation des budgets de la politique forestière ont été poursuivis durant des années, tant par des gouvernements conservateurs que sociaux-démocrates. Entre 2006 et 2016, les effectifs des gardes forestiers ont été réduits de près d'un tiers.

## Déroulement de l'incendie
L'incendie débute le 17 juin 2017, un peu avant 16h (heure locale) sur le territoire de la commune de Pedrógão Grande, dans une zone montagneuse du district de Leiria. La région est couverte de forêts de pins et d'eucalyptus. L'incendie évolue très rapidement sur quatre fronts pendant toute la nuit du 17 au 18 juin 2017. Plusieurs villages sont touchés et des plans d'évacuation des habitants sont mis en place.  
Le 18 juin 2017, 800 pompiers et 257 véhicules sont mobilisés contre l'incendie toujours très actif. Trois bombardiers d'eau, Canadair de la protection civile portugaise (pt) sont également en action, rejoint le même jour par deux appareils espagnols identiques. La France envoie trois autres bombardiers d'eau avec l'activation du mécanisme européen de protection civile. Les fumées très basses empêchent cependant l'utilisation optimale des moyens aériens. 
Le 19 juin 2017, les moyens sont portés à 971 pompiers, 304 véhicules, un Canadair de la protection civile auxquels s'ajoutent deux avions espagnols et trois appareils français. L'incendie n'est alors pas encore maîtrisé. Dans la soirée, l'incendie est déclaré sous contrôle à 70%.
Le 20 juin 2017 au soir, la protection civile portugaise (pt) annonce par erreur que l'un des Canadair engagés dans la lutte contre l'incendie s'écrase au nord de la zone. Cette information est démentie quelques heures plus tard.
Les foyers ont été circonscrits le 22 juin 2017.

### Bilan humain
Le 18 juin 2017, un bilan provisoire fait état de 62 morts. Au moins 30 personnes périssent dans leur voiture, fuyant l'incendie sur une route forestière entre Figueiro dos Vinhos et Castanheira de Pera. 17 autres victimes sont retrouvées dans le même secteur cherchant visiblement à quitter leur véhicule à l'approche des flammes,. D'autres victimes succombent dans leur maison incendiée dans le village de Pedrógão Grande.
Cinq pompiers sont blessés lors du premier jour de lutte contre l'incendie, dont deux hospitalisés dans un état critique. Le lendemain du départ de l'incendie, le bilan des blessés est ajusté à 62 personnes dont cinq dans un état grave.
Le 19 juin 2017, le bilan monte à 64 victimes et 157 blessés dont 13 pompiers et un gendarme.
A la fin des opérations d'extinction, le bilan compte finalement 64 victimes et 254 blessés. 
Le bilan final se monte à 65 victimes.

## Enquête
La cause naturelle de l'incendie est rapidement identifiée. La police judiciaire détermine un point d'impact de la foudre sur un arbre pendant un orage sec. Un responsable de l'ONG Greenpeace sur la péninsule ibérique met également en avant la « règle des 30 », expliquant qu'avec un taux d'humidité de moins de 30%, une température de plus de 30 °C et une vitesse de vent de plus de 30 km/h, les feux de forêts peuvent devenir très rapidement incontrôlables – ces conditions étant réunies le 17 juin 2017 dans la région de Pedrógão Grande.
Une polémique prend rapidement forme dans le pays, mettant en cause les défauts d'entretien des sous-bois et le manque de moyens pour la prévention des incendies.
Cet incendie s'inscrit parmi une année record au Portugal, en termes de nombres d'incendies et de surface brûlée.
Les plantations d'eucalyptus, essence hautement inflammable, sont montrées du doigt. Cet arbre d’origine australienne constitue l’espèce la plus présente au Portugal, indique la Ligue pour la protection de la nature (LPN). Le pays compte la plus grande densité d’eucalyptus du monde. Ces plantations servent notamment de matière première à l’industrie papetière, en particulier The Navigator Company, l'une des plus puissantes entreprises du pays. D'après la présidente de l’Association des victimes de l’incendie de Pedrógão Grande : « En 2002-2004, le gouvernement de José Manuel Durão Barroso a négocié avec l’entreprise afin d’intensifier son développement économique. Dès lors, les pouvoirs locaux ont délivré les autorisations de planter de l’eucalyptus aux micropropriétaires les yeux fermés. La politique forestière étant fondée sur le profit à court terme, l’arbre a très vite proliféré dans les zones rurales les plus défavorisées. »

## Réactions

### Au Portugal
Le président du Portugal, Marcelo Rebelo de Sousa, se rend sur les lieux de l'incendie le même jour pour « partager [la] douleur [des familles des victimes], au nom de tous les Portugais » et pour rendre hommage au travail des pompiers. Le premier ministre, António Costa, déclare le 18 juin 2017 que « c’est sans doute la plus grande tragédie que nous ayons connue ces dernières années sur le front des incendies de forêt » et son gouvernement décrète trois jours de deuil national.
Après la tragédie, le gouvernement entreprend de racheter au secteur privé (pour sept millions d'euros) le réseau Siresp (système de communication entre secours), jugé largement défaillant.

### En Europe
Jean-Claude Juncker, président de la Commission européenne, déclare le 18 juin 2017 que ses pensées vont aux victimes du Portugal.
Le président français, Emmanuel Macron, exprime le même jour sa solidarité avec les victimes de cet incendie et précise que « la France met son aide à la disposition du Portugal ».